# Norsk Arbeidsgiverforening
Norsk Arbeidsgiverforening  (N.A.F.) var en tidigare norsk arbetsgivarorganisation.
Den bildades år 1900. Den gick 1989 ihop med Norges Industriforbund og Håndverkernes Arbeidsgiverforening in i Næringslivets Hovedorganisasjon (NHO).

## Administrerande direktörer i N.A.F
- 1947-55 – Chr. Erlandsen
- 1955-68 – A. P. Østberg
- 1969-?? – Kaare N. Selvig